# پایگاه هوایی تل نوف
پایگاه هوایی تل نوف (به عبری: בסיס תל נוף) یک فرودگاه نظامی است که یک باند فرود آسفالت دارد و طول باند آن ۲۳۸۸ متر است. این فرودگاه در شهر رخووت رژیم اسرائیل قرار دارد و در ارتفاع ۵۹ متری از سطح دریا واقع شده است. اسکادران ۱۰۶ و اسکادران ۱۳۳ در این پایگاه مستقر می‌باشند.